# Erwin Ballabio
Erwin Ballabio (* 20. Oktober 1918 in Bettlach; † 4. März 2008 in Grenchen) war ein Schweizer Fussballspieler, der von 1939 bis 1947 auf 27 Länderspieleinsätze in der Schweizer Fussballnationalmannschaft kam.

## Karriere

### Verein, 1930–1956
In der Juniorenmannschaft des FC Grenchen begann 1933, durch eine zufällige Umstellung während eines Jugendspiels, die «Goalie»-Karriere des bis dahin als Feldspieler in der Verteidigung agierenden Erwin Ballabio. Bis 1956 blieb er seinem Heimatverein treu. Drei Spielzeiten war er zur beruflichen Weiterbildung in fremden Diensten (1940/41 in Lausanne; 1946–1948 beim FC Thun). Als herausragender Torhüter war er der Garant für die Vizemeisterschaften in den Jahren 1939, 1940 und 1942 und des Einzugs in den Cupfinal am 25. März 1940 gegen Grasshopper Club Zürich. Die Meisterschaft 1942 entschied Grasshoppers mit dem besseren Torverhältnis gegen das punktgleiche Grenchen, wo Ballabio eine überragende Runde spielte. Zu den schönsten Erlebnissen für den «Schwarzen Panther» zählte zweifellos die Fahrt mit Grenchen im März 1947 zum FC Barcelona. Hinsichtlich Statur, Einsatzfreude, Gewandtheit und Reflexen war er der ideale Torsteher. Ein untadeliges Stellungsspiel, keine Angst vor gegnerischen Beinen, ein scharfes Auge für Penalty- und Freistossschützen waren weitere Vorzüge, die ihm nachgesagt wurden.

### Nationalmannschaft, 1939–1947
Seine exzellenten Leistungen und das gute Abschneiden seines Vereines FC Grenchen bewirkten am 12. Februar 1939 beim Spiel in Lissabon gegen Portugal sein Debüt mit einem 4:2-Sieg in der Nationalmannschaft der Schweiz. Mit dem Spiel am 8. Juni 1947 in Lausanne unter Trainer Karl Rappan gegen Frankreich beendete er mit einer 1:2-Niederlage seine Karriere in der Nationalmannschaft. Denkwürdige Spiele waren insbesondere der 2:1-Sieg am 20. April 1941 in Bern gegen Deutschland, die Begegnung am 11. Mai 1946 in London gegen England, wo die Briten mit 4:1 ihre Heimstärke bewiesen und sein Jubiläum des 25. Länderspieles am 10. November 1946 in Bern mit dem 1:0-Erfolg gegen Österreich mit den Stürmern Franz Binder und Wilhelm Hahnemann auf Seiten der Austria-Elf. Die beste Zeit von Ballabio als Torhüter fiel in die Auswirkungen des Zweiten Weltkriegs. Das muss bei der Anzahl seiner Einsätze und der Teilnahme an grossen Turnieren (ausgefallene Weltmeisterschaftsturniere 1942 und 1946) berücksichtigt werden.
Karl Rappan, der langjährige Nationalcoach der Schweizer, urteilte einst wie folgt über Ballabio: «Er war ein hervorragender Keeper mit einem ausgeprägten Sinn für das Positionsspiel. Entschlossen und energisch griff er jeweils ins Geschehen ein. Seine Statur, seine Körpergrösse und das Gewicht gaben ihm entscheidende Vorteile. Dank seiner athletischen Fähigkeiten war er ein eigentlicher Beherrscher des Fünfmeterraumes. Herauszuheben ist die Gewissenhaftigkeit, mit der sich Ballabio jeweils vorbereitet hat.»

### Trainer, 1956–1969
Im Jahre 1956 beendete er nach dem Abstieg aus der Nationalliga A seine Spielerkarriere beim FC Grenchen und übernahm sofort die Trainingsleitung bei seinem Verein. Er führte den FC in der Saison 1956/57 sofort in die Nationalliga A zurück. Im Pokalfinale am 19. April 1959 in Bern gegen Servette Genf sprang er als Aktiver für seinen verletzten Torhüter ein und feierte beim 1:0-Sieg als 41-Jähriger den Titelgewinn. In der Liga hatte man 1959 bereits die Vizemeisterschaft hinter Young Boys Bern erreicht. Als Titelverteidiger führte er sein Team ein Jahr später wieder in das Pokalfinale. Luzern setzte sich mit einem 1:0-Erfolg aber gegen die Ballabio-Schützlinge durch. In der Runde 1963/64 gelang nochmals mit dem 3. Rang das Vordringen in die Tabellenspitze. Im Jahre der Weltmeisterschaft 1966 in London beendete er nach 10 Jahren seine Tätigkeit in Grenchen.
Jetzt folgte die Berufung als Ressortchef der Nationalmannschaft in der Technischen Abteilung des Schweizerischen Fussball-Verbandes. Als Trainer Alfredo Foni eine Niederlagenserie 1966/67 nicht beenden konnte, wurde Ballabio auch als Nationaltrainer eingesetzt. Mit einem denkwürdigen 7:1-Erfolg am 24. Mai 1967 in Zürich beim Europameisterschafts-Qualifikationsspiel gegen Rumänien begann er seine neue Tätigkeit. Auch der 2:0-Auswärtserfolg in Lissabon am 16. April 1969 gegen den WM-Dritten von 1966, Portugal, beim Qualifikationsspiel für die WM 1970 in Mexiko war ein positives Beispiel für sein Wirken mit der Nationalmannschaft. Nach dem Spiel gegen Portugal am 2. November 1969 in Bern trat er vom Amt des Nationaltrainers zurück.

## Beruf
Der gelernte Tapezierer legte bei seinen Aufenthalten in Lausanne und Thun den Grundstein zur erfolgreichen Tätigkeit als Geschäftsmann. 1953 wurde er Direktor des grössten Kinotheaters von Grenchen und verband sich mit einer überregionalen Kino-Kette.